# Abt Sportsline

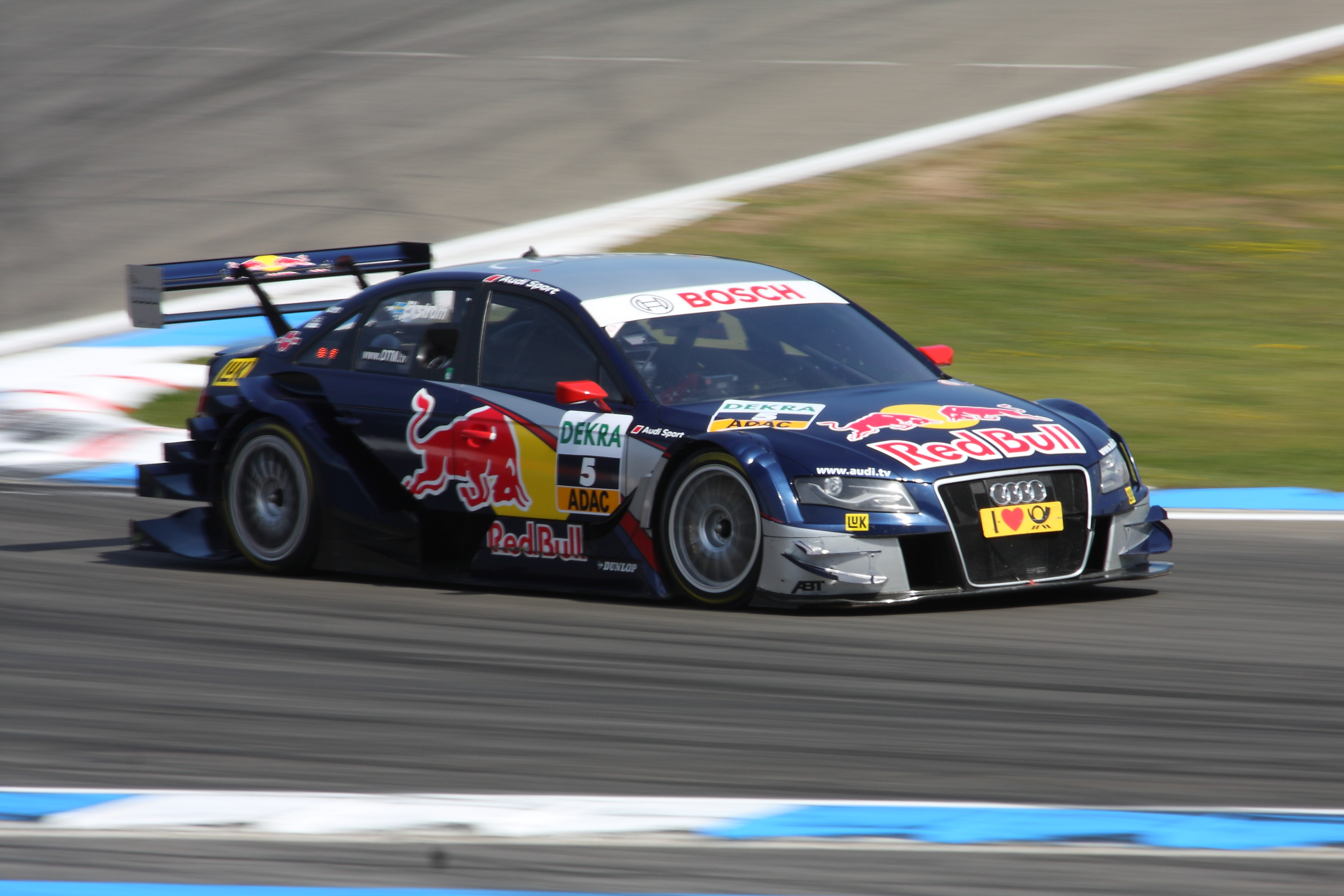
Audi A4 Abt Sportsline w 2010 roku

Abt Sportsline – niemiecki zespół wyścigowy i przedsiębiorstwo tuningu samochodów Kempten im Allgäu. Firma w obecnym kształcie istnieje od 1991 roku przez Johanna Abta. Po jego śmierci w 2003 roku zespołem kieruje syn Hans-Jürgen Abt. Jednak pierwsza firma ABT została założona już w 1896 roku przez ojca Johanna. 
ABT współpracuje głównie z Audi i markami z grupy Volkswagen AG (Volkswagen, Škoda, SEAT). Firma zajmuje się przede wszystkim zwiększaniem mocy silnika, sportowym zawieszeniem oraz aerodynamiką. 
Jako zespół wyścigowy ABT Sportsline jest jednym z najbardziej utytułowanych zespołów niemieckich serii samochodów turystycznych (Super Tourenwagen Cup, Deutsche Tourenwagen Masters oraz ADAC GT Masters). Od 2004 roku w DTM Abt Sportsline jest oficjalnym zespołem Audi i występuje pod nazwą Audi Sport Team Abt Sportsline. Poza wyżej wymienionymi seriami wyścigowymi zespół pojawia się także w stawce ADAC Formel Masters, 24h Nürburgring Nordschleife, a w 2014 roku dołączył do nowo utworzonej Formuły E.

## Sukcesy zespołu wyścigowego
- Super Tourenwagen Cup

1999 – Christian Abt
- Deutsche Tourenwagen Masters

2002 – Laurent Aïello
2004 – Mattias Ekström
2007 – Mattias Ekström
2008 – Timo Scheider
2009 – Timo Scheider
- ADAC GT Masters

2009 – Christian Abt
2010 (wyłącznie jako zespół)
- ADAC Formel Masters

2009 – Daniel Abt